# Alpen
Alpen är en kommun och ort i Kreis Wesel i Regierungsbezirk Düsseldorf i förbundslandet Nordrhein-Westfalen i Tyskland.